# پارک شبه‌ملی تانزاوا-اویاما
پارک شبه‌ملی تانزاوا-اویاما (به لاتین: Tanzawa-Ōyama Quasi-National Park) یک منطقهٔ مسکونی در ژاپن است که در Honshū, Japan واقع شده‌است.